# Zwartkapborstelvogel
De zwartkapborstelvogel (Dasyornis longirostris) is een zangvogel uit de familie Dasyornithidae.  De vogel is in 1841 door John Gould geldig beschreven. Het is een bedreigde, endemische vogelsoort in zuidwestelijk Australië.

## Kenmerken
De vogel is 17 tot 20 cm lang. Het is een middelgrote, overwegend bruingrijze borstelvogel. De vogel is van boven donkerbruin en van onder veel lichter met een zwart-bruin schubbenvormig patroon. De vogel heeft een lichte oogstreep en daarboven een donkergrijze kruin met lichtgrijze vlekjes die doorlopen tot op de rug.

## Verspreiding en leefgebied
Deze soort is endemisch in zuidwestelijk Australië tussen Perth tot (het Australische) Ravensthorpe. Het leefgebied bestaat uit dichte, lage, hoogstens 1,5 m hoge heide-achtige vegetaties. Het zwaartepunt van de populatie verblijft in het nationaal park Fitzgerald River.

## Status
De zwartkapborstelvogel heeft een beperkt verspreidingsgebied en daardoor is de kans op uitsterven aanwezig. De grootte van de populatie werd in 2021 geschat op 500-700 volwassen individuen en de populatie-aantallen nemen af. Het leefgebied wordt aangetast door grote natuurbranden. Om deze redenen staat deze soort als bedreigd op de Rode Lijst van de IUCN.